# André Vers
André Vers (né à Paris le 7 janvier 1924, mort à Sens le 19 juin 2002), est un écrivain français, auteur de trois romans et d'un ouvrage de mémoires. 

## Biographie
Parisien d'origine auvergnate, attaché à ses doubles racines, il a fait de Le Claux et sa vallée, dans le Cantal, le cadre de son roman Martel en tête.
Dans C'était quand hier ? il raconte son adolescence dans Paris occupé, ses amours difficiles et l'amitié qui le liait avec les écrivains Blaise Cendrars, Jacques Prévert, André Hardellet, René Fallet, les poètes chanteurs Georges Brassens et Guy Béart, entre autres.

## Œuvres
- Misère du matin, éditions JAR, 1953, réédition Éditions Finitude, 2009
- Martel en tête, éditions Le roman du mois, éditions Edmond Nalis, 1967, réédition éditions Denoël, La Butte aux Cailles, Finitude, 2006
- Gentil n'a qu'un œil, éditions Plasma, 1979
- C'était quand hier ? éditions Régine Deforges, 1990
- Ils étaient chouettes, tes poissons rouges, éditions Finitude, 2014